# Regina Todorenko
Regina Todorenko, ukrajinsky Регіна Тодоренко, rusky Регина Тодоренко (* 14. června 1990 Oděsa, Sovětský svaz) je ukrajinsko-ruština pop-rocková zpěvačka, herečka a televizní osobnost. Známá je především jako moderátorka televizního pořadu Hlava nebo orel ruského televizního kanálu Friday!.

## Osobní a profesní život
První velký úspěch získala Regina Todorenko v roce 2008, kdy se stala členkou populární dívčí skupiny Real O. V roce 2013 opustila skupinu, aby začala sólovou kariéru. Na jaře roku 2015 nazpívala svůj první singl Heart's Beating. Od ledna 2014 se Todorenko stala novou hvězdou desáté řady televizní show „Orel & Reška”. Také se v roce 2015 zúčastnila ruské televizní show „Hlas”, kde zpívala píseň Tiny Karol „Nočenka”. Jejím „učitelem” v pořadu se stala Polina Gagarina.
V roce 2015 Regina Todorenko zahájila prodej své vlastní značky oblečení „Generation TR”.